# 显孔崖爬藤
显孔崖爬藤（学名：Tetrastigma lenticellatum）是葡萄科崖爬藤属的植物，为中国的特有植物。分布于中国大陆的云南等地，生长于海拔500米至1,000米的地区，常生长在山谷林中和灌丛中，目前尚未由人工引种栽培。